# دوري كرة القاعدة الرئيسي 1998
دوري كرة القاعدة الرئيسي 1998 (بالإنجليزية: 1998 Major League Baseball season)‏ هو الموسم 96 من  دوري كرة القاعدة الرئيسي. أقيم خلال الفترة 1998 وحتى 21 أكتوبر 1998، وكان عدد الأندية المشاركة فيه  30، وفاز فيه نيويورك يانكيز.